# Sapiãos
Sapiãos ist eine Gemeinde (Freguesia) im portugiesischen Kreis Boticas. In ihr leben 397 Einwohner (Stand 19. April 2021).